# Golfkartel

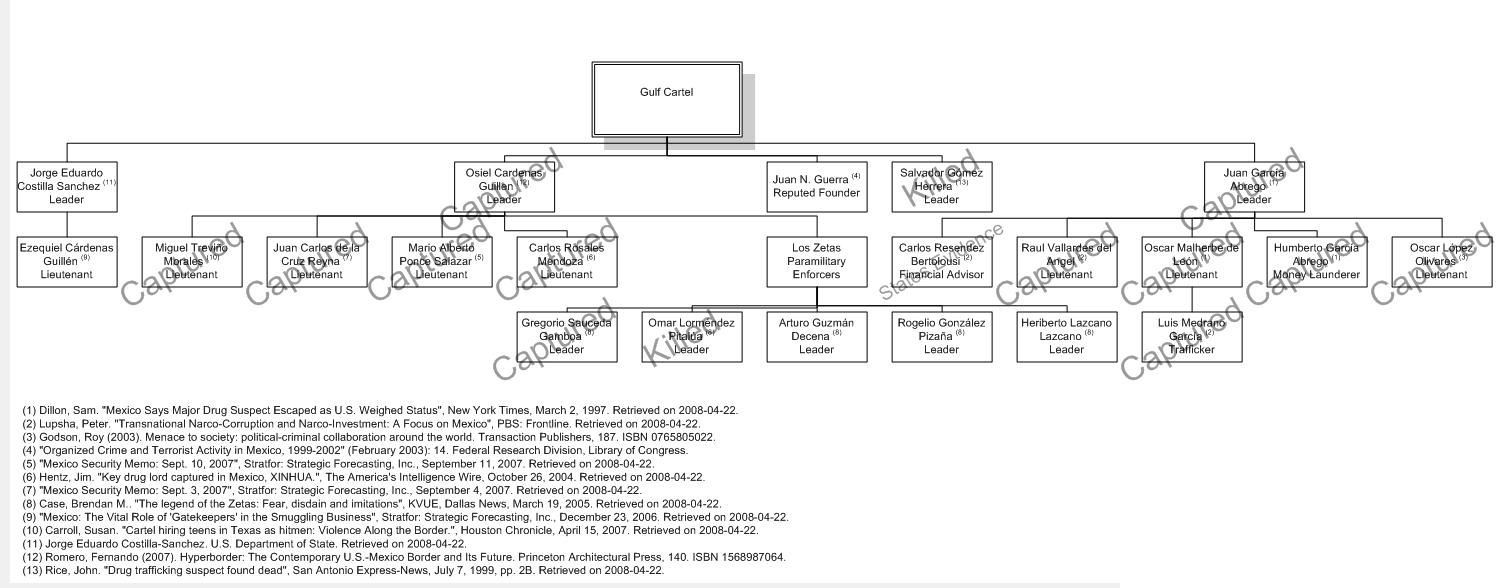
Vermoedelijke hiërarchie van het Golfkartel

Het Golfkartel (Spaans: Cártel del Golfo) is een drugskartel uit de Mexicaanse staat Tamaulipas. Het kartel dankt zijn naam aan de Golf van Mexico en is een van de grootste kartels van het land, en het oudste kartel van het land. Het Golfkartel bestaat sinds 1930, toen Juan Nepomuceno Guerra (18 juli 1915 - 12 juli 2001) alcohol begon te smokkelen tijdens de drooglegging.
Het kartel heeft zijn hoofdbasis in de grensstad Matamoros. Zijn machtsgebied strekt zich uit van de Golf van Mexico tot Piedras Negras. Het Golfkartel trok vaak samen op met het Tijuanakartel tegen het Juárezkartel en het Sinaloakartel. Tegenwoordig geldt het Tijuanakartel als vijand en zijn La Familia Michoacana en het Sinaloakartel zijn voornaamste bondgenoten. De Los Zetas, die gerekruteerd werden uit Mexicaanse en Guatemalteekse paramilitairen, waren jarenlang de beruchte paramilitaire tak van het Golfkartel. In 2010 hebben zij zich echter van het kartel losgemaakt en bestrijden zij het aan de zijde van het Beltrán-Leyvakartel.
Het kartel ging zich in de jaren 70 bezighouden met drugs door de voormalige dranksmokkelaar Juan Nepomuceno Guerra en zijn neef Juan García Abrego, die zich ontpopte als leider van de organisatie. In 1995 werd hij geplaatst op de lijst van tien meest gezochte personen van de CIA, de eerste drugsdealer op die lijst. Een jaar later werd hij gearresteerd, waarna een machtsstrijd ontstond, die werd gewonnen door Osiel Cárdenas Guillén. Cárdenas werd in 2003 gearresteerd, maar blijft vanuit de gevangenis een belangrijke positie behouden.
La Familia Michoacana · Golfkartel · Jaliscokartel-Nieuwe Generatie · Juárezkartel · La Línea · Los Negros · Sinaloakartel · Caballeros Templarios · Tijuanakartel · Los Zetas · Zuid-Pacifisch Kartel · Guadalajarakartel